# Chorvatská liga ledního hokeje 2002/2003
Chorvatská liga ledního hokeje 2002/2003 byla dvanáctou sezónou Chorvatské hokejové ligy v Chorvatsku, které se zúčastnily celkem 4 týmy. Ze soutěže se nesestupovalo.

## Systém soutěže
Základní část odehrály tři týmy po dvanácti zápasech. Po skončení základní části postupovaly týmy do playoff, přibyl tým HK INA Sisak. Semifinále se hrálo na dva vítězné zápasy. Vítězové ze semifinále postoupili do finále, poražení hráli o třetí místo.

## Základní část
| Vysvětlivka            |
| ---------------------- |
| Postupující do playoff |

| Poř. | Tým                | Z  | V  | R | P | VG  | OG  | B  |
| ---- | ------------------ | -- | -- | - | - | --- | --- | -- |
| 1.   | KHL Medveščak      | 12 | 10 | 0 | 2 | 206 | 46  | 20 |
| 2.   | KHL Zagreb         | 12 | 10 | 0 | 2 | 146 | 28  | 20 |
| 3.   | KHL Mladost Zagreb | 12 | 3  | 0 | 9 | 38  | 142 | 6  |

## Playoff

### Pavouk
|  | Semifinále | Semifinále         | Semifinále |  |  | Finále | Finále        | Finále |
|  |            |                    |            |  |  |        |               |        |
|  | 1          | KHL Medveščak      | 2          |  |  |        |               |        |
|  | 4          | HK INA Sisak       | 0          |  |  |        |               |        |
|  |            |                    |            |  |  | 1      | KHL Medveščak | 3      |
|  |            |                    |            |  |  | 2      | KHL Zagreb    | 0      |
|  | 2          | KHL Zagreb         | 2          |  |  |        |               |        |
|  | 3          | KHL Mladost Zagreb | 0          |  |  |        |               |        |

### Semifinále
- KHL Medveščak – HK INA Sisak 2:0 (25:1, 7:1)
- KHL Zagreb – KHL Mladost Zagreb 2:0 (1:0, 1:0)

### O třetí místo
- KHL Mladost Zagreb – HK Sisak 3:0 (1:0, 5:0 kontumace, 9:1)

### Finále
- KHL Medveščak – KHL Zagreb 3:2 (5:2,3:4 Sn.,3:5,3:2 Pp.,6:2)